# Posoqueria longiflora
Espèce
Synonymes
selon tropicos :
- Kyrtanthus longiflorus (Aubl.) J.F. Gmel.
- Posoqueria acuminata Mart.
- Solena longiflora (Aubl.) Willd.
- Tocoyena undulatifolia A. Rich.[2]

selon GBIF :
- Kyrtanthus longiflorus (Aubl.) J.F.Gmel.
- Posoqueria acuminata Mart.
- Solena longiflora (Aubl.) Willd.
- Tocoyena undulatifolia A.Rich.
- Willdenovia schreberi J.F.Gmel.[3]

Posoqueria longiflora est une  espèce d'arbuste néotropical, appartenant à la famille des Rubiaceae. Il s'agit de l'espèce type du genre Posoqueria Aubl..
Il est connu en Guyane sous les noms de Graine chien, Graine coumarou, Coq chien, Graine canne (créole), Dagoukoko, Agouchiton (Nenge tongo), Aliwa (Teko), Inouba kamwi, Kama-dan (Arawak), Aimiala, posowepo (Kali'na).
Au Guyana on l'appelle Bat food, Wild pawpaw (Creole), Kamadan ("arbre à tapir" en Arawak, car cet animal en mange les fruits), Ambaoke, Kapaya watï ("Comme le papayer" en Karib), Sa anahoro ("nourriture pour chauve-souris" en Warao).

## Description
Posoqueria longiflora est un arbuste, arbuste sarmenteux (rarement un arbre), atteignant 2-6(8) m de haut.
Les branches sont minces, ventrues, plus épaisses et aplaties aux nœuds, glabres, tout comme les stipules, les pétioles et les deux faces des feuilles. 
Les stipules sont triangulaire à ovale-lancéolé, à apex aigu à acuminé, mesurant (0,5-)0,8-1,5 x 0,3-0,7 cm. 
Le pétiole est long de 0,5 à 1,5 cm. 
Le limbe est  coriace à subcoriace, concolore, de forme oblongue, lancéolée, oblong-lancéolé à ovale, à base aiguë à obtuse, parfois inégal, à marges lisses, et à apex aigu à acuminé, mesurant 11,5-25 cm de long pour 3,5-11,5 cm de large, 
On compte 7-9 paires de nervures, proéminentes sur la face inférieure.
L'inflorescence de type corymbe, est pauciflore à 4-7 fleurs, généralement glabrescentes avec des pédoncules longs de 0,7-1,2 cm. 
Le pédicelle est long de 0,3-0,8 mm.
La est bractée triangulaire, minutieusement cilié. 
Le calice est long de 2-4 mm, avec des lobes triangulaires, aigu, longs de 1,5-S mm, glabrescent, bordés de cils, avec peu à beaucoup de colléters sur la face interne. 
La corolle est  blanche, extérieurement glabre, longue de 23,5-33,5 cm.
Son tube est long de 21-31 cm pour 2-3 mm de large à la base.
L'intérieur du tube porte de courts poils séricigènes-glanduleux dans la région proximale, à entièrement papilleux.
L'extérieur porte de longs poils transparents très denses ; 
Les lobes sont pubérulents à pubérulent-glanduleux, de forme oblongue à oblong-lancéolé, à apex obtus, mesurant 2-4 cm de long pour 0,5-0,9 cm de large
Les anthères sont linéaire-lancéolé, avec une base courte à sagittée, longues de 0,8-1,1 cm, avec le la face dorsale pubérulent-doux à strigose, et avec des poils aigus ou non à la base. 
L'ovaire est glabrescent à glabre avec le style long de 14-16,5 cm, pubescent-glanduleux à glabre.
Le fruit charnu, de type baie, est de forme oblongue, de couleur jaune-orangé, mesurant 5 cm sur 3 cm, avec un calice persistant, donnant l'apparence d'une couronne. Ses 1-2 loges contiennent de nombreuses grosses graines jaunes, translucides et anguleuses.

## Écologie
Posoqueria longiflora est un petit arbre, commun dans les forêts secondaires au Guyana, dont les fruits sont consommés par les chauve-souris et les tapirs. Plutôt ripicole en Guyane, il y fructifie de juillet à octobre et de décembre à avril.
Ses fleurs sont inodores ou légèrement parfumées pendant la journée et deviennent très odorantes du crépuscule au milieu de la nuit. Elles présentent un système de catapultage du pollen. Il s'agit d'une espèce sphingophile (pollinisée par les papillons Sphingidae).
Plusieurs aspects de Posoqueria longiflora ont été étudié :
- l'anatomie de sa fleur[10]
- son degrés de domestication (il est faiblement domestiqué, pour ses fruits)[11]
- la structure de son bois[12],[13]
- l'anatomie de ses feuilles[14]
- la structure de son pollen[15]
- sa biologie reproductive[8]
- ses données chromosomiques[16]

## Usages
Ses fruits comestibles ont une saveur douce. On suce la chair jaune entourant les graines. 
Ses grosses graines jaunes, anguleuses, cartilagineuses et translucides sont employées comme appât pour la pêche.
À Moruca, les tiges sont tressées pour faire des parois dans les espaces de cuisine. Les gens croient que si une chauve-souris laisse tomber un de ses fruits près d'une maison, une personne de cette maison est enceinte.

## Protologue

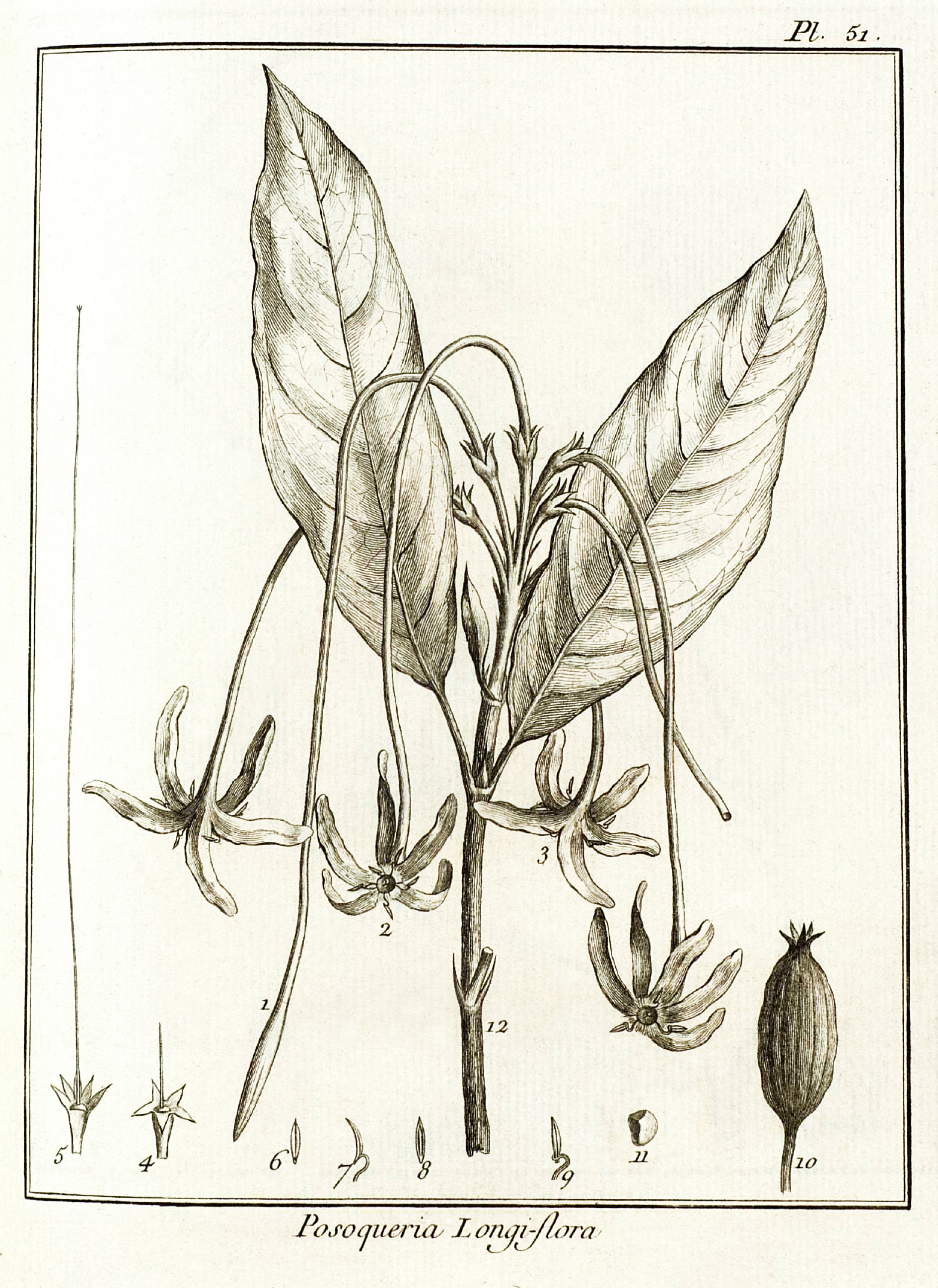
Posoqueria longiflora par Aublet (1775) :
Planche 50 - 1. calice. - 2. Calice coupe & ouvert. Ovaire. Portion du Style. Stigmate. - 3. Corolle épanouie. Étamines. - 4. Corolle ouverte. Étamine. Portion du ſtyle. Stigmate. - 5. Étamines ſéparées. - 6. Baie. - 7. Baie coupée en travers. - 8. Graines. - 9. Stipules.

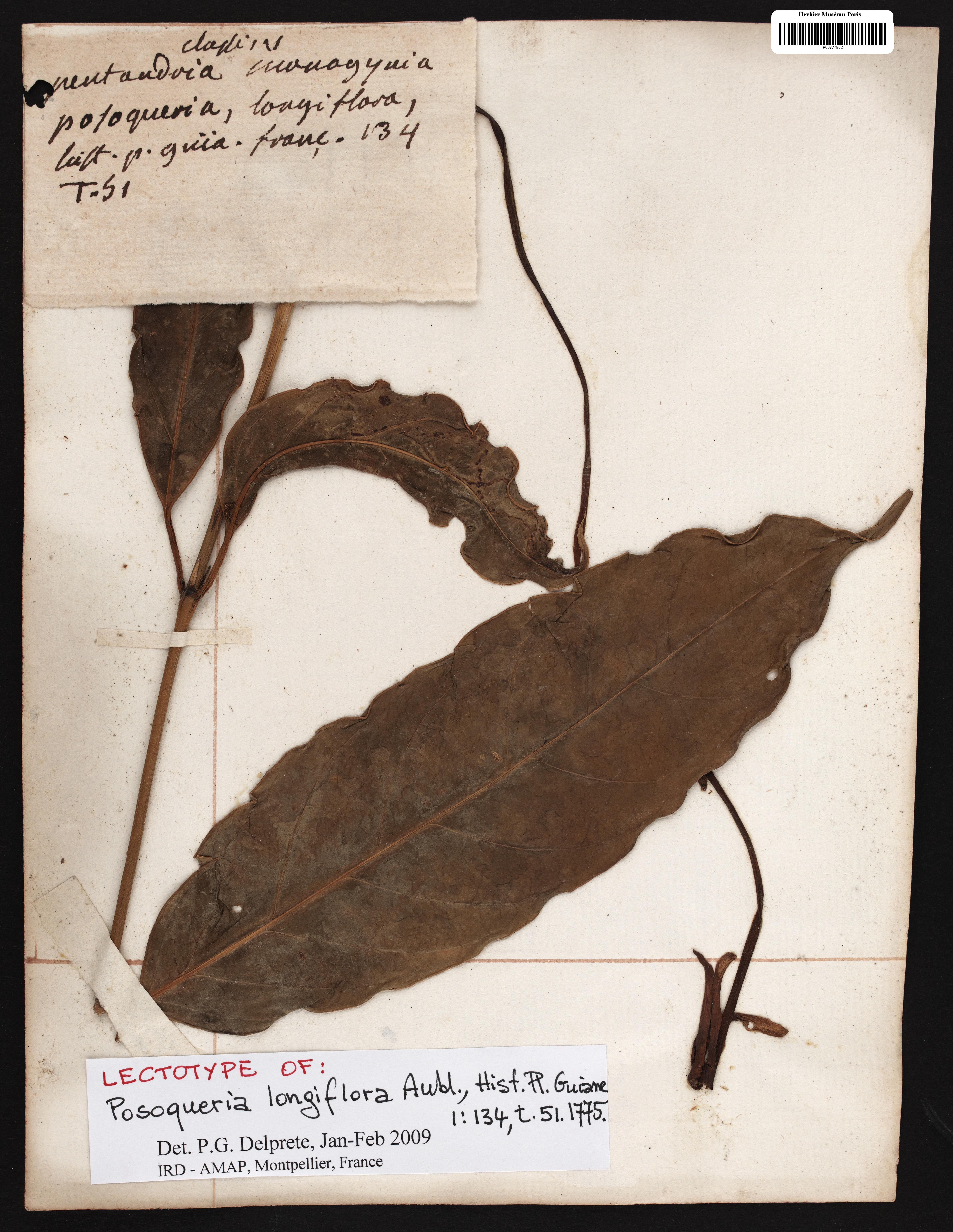
échantillon type de Posoqueria longiflora Aubl. collecté par Aublet en Guyane

En 1775, le botaniste Aublet en a proposé le protologue suivant : 

« 1. POSOQUERIA longiflora. (TABULA 51.)
Frutex ramoſus, quinque & ſex - pedalis. Rami nodoſi, tortuoſi, oppoſiti. Folia oppoſita, ovata, oblonga, acuta, glabra, integerrima, petiolata. Intrà baſim petiolorum, stipula ab utroque latere lata, oblonga, rigida, acuta. Flores corymboſi, terminales, pedunculati, pedunculis munitis ad baſim tribus aut quatuor ſquamulis. Corolla alba.
Floret Novembri ; fructum ſert Januario.
Habitat ad ripas nuviorum.
Nomen Caribæum. AYMARA-POSOQUERI.

LE POSOQUERI à fleur longue (Planche 51.)
Cet arbrisseau s'élève à cinq ou ſix pieds. Son tronc a trois ou quatre pouces de diamètre. Son écorce eſt liſſe, verte. Son bois eſt blanc & dur. Il commence à pouſſer des branches à la hauteur de deux pieds au deſſus de terre. Elles ſont grêles, noueuſes ; tortueuſes & rameuſes. Les rameaux ſont oppoſés. Ils ſont garnis à chaque nœud de deux feuilles, oppoſées, & diſpoſées en croix, vertes, liſſes, entières, minces, oblongues, ovales, ondées à leurs bords, terminées par une longue pointe. Leur pédicule eſt long d'environ un pouce, convexe en deſſous, creuſé en goutière en deſſus. Entre les deux pédicules oppoſés, il y a, de chaque côté, une stipule large roide & aiguë. Les plus grandes feuilles ont ſept pouces de longueur, ſur deux & demi de largeur.
Les fleurs naiſſent à l'extrémité des rameaux. elles ſont au nombre de ſix, portées ſur un pédoncule commun, qui porte à ſa baſe deux ſtipules. Chaque fleur a ſon pédoncule particulier garni de quelques petites écailles écartées les unes des autres.
Le calice de la fleur eſt d'une ſeule pièce, diviſée à ſon limbe en cinq petites parties aiguës.
La corolle eſt monopétale, attachée ſur 1'ovaire autour d'un diſque: ſon tube eſt long d'un pied; il eſt courbé un peu au deſſus de ſa partie inférieure qui eſt verdâtre; le reſte du tube eſt pendant, & renflé vers ſon pavillon qui eſt partage en cinq lobes blancs, longs d'un pouce & demi. L'orifice du tube eſt hériſſé de poils blancs.
Les étamines ſont au nombre de cinq, à l'entrée du tube, entre ſes diviſions. Les filets de quatre étamines, ſont courbées en arc. L'anthère eſt longue, un peu courbée, à deux branches qui s'ouvrent par leurs faces internes. Deux anthères oppoſées aux deux autres, s'appliquent l'une contre l'autre ; la cinquième a ſon filet plus court, courbé & ſon anthère eſt droite, placée entre les autres. lorſque la corolle eſt entièrement épanouie, les filets ſe recourbent en arrière, & les anthères ſont renverſées ſur le tube.
Le piſtil eſt un ovaire qui fait corps avec le calice ; il eſt couronné d'un diſque du centre duquel ſort un style grêle, auſſi long que le tube de la fleur, & qui eſt terminé par un stigmate à trois petites lames.
L'ovaire devient une baie jaune, groſſe comme un œuf de poule d'inde; il eſt couronné par les pointes du calice. Sa ſubſtance eſt ſuccuculente, douce au goût, & agréable à manger. On trouve dans cette ſubſtance une douzaine de graines arrondies, anguleuſes, dures & coriaces. Elles ſont placées les unes ſur les autres. La ſubſtance qui les entoure eſt rouge.
Cet arbriſſeau eſt nommé AYMARA-POSOQUERI par les Galibis, parcequ'un poiſſon appellé aymara ſe nourrit de ſes fruits.
Il croît ſur les bords des grandes rivières de la Guiane.
II étoit en fleur dans le mois de Novembre, & en fruit au mois de Janvier. »

— Fusée-Aublet, 1775.

## Galerie

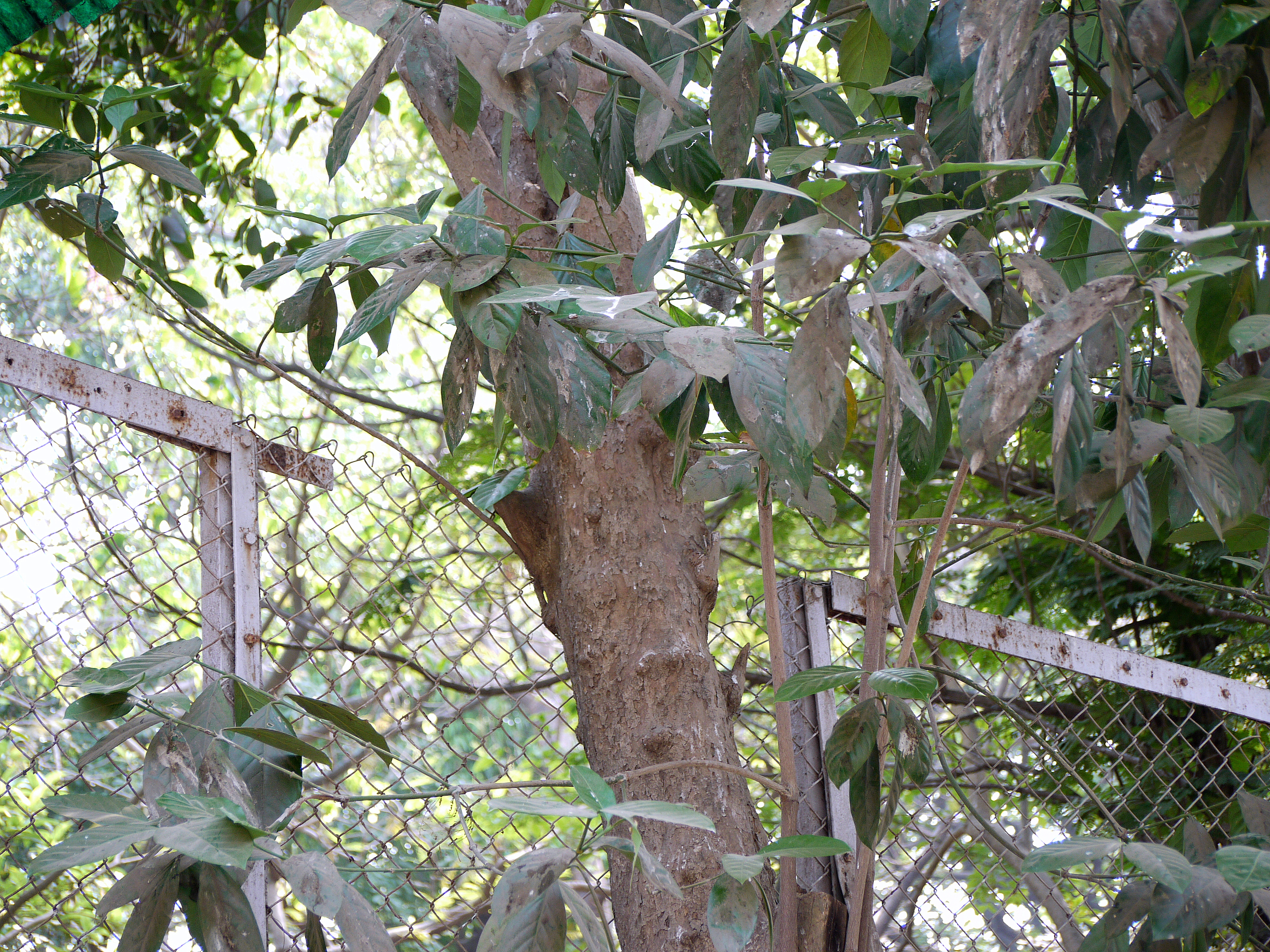
tronc de Posoqueria longiflora à Thane (Inde)
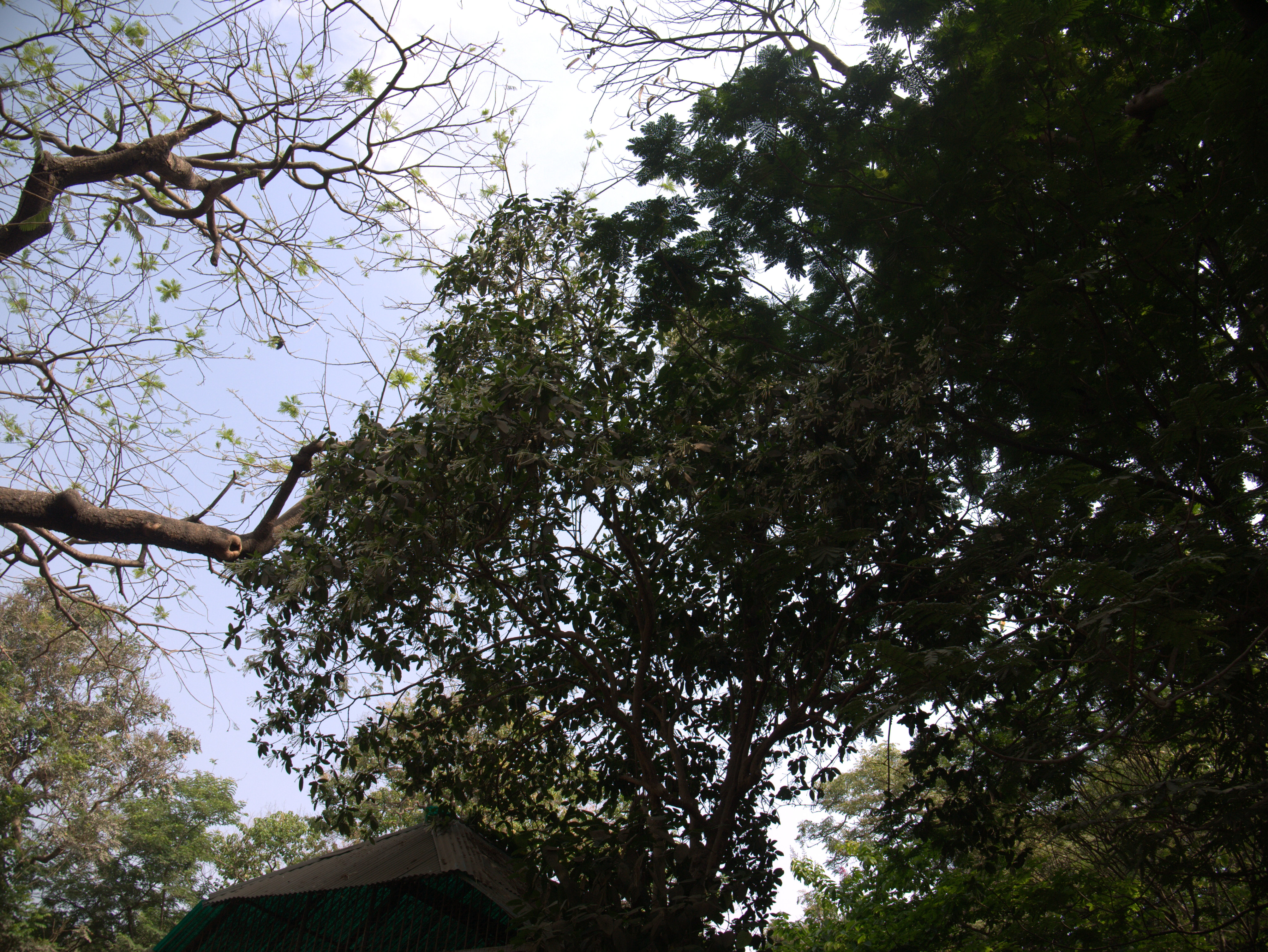
houppier de Posoqueria longiflora
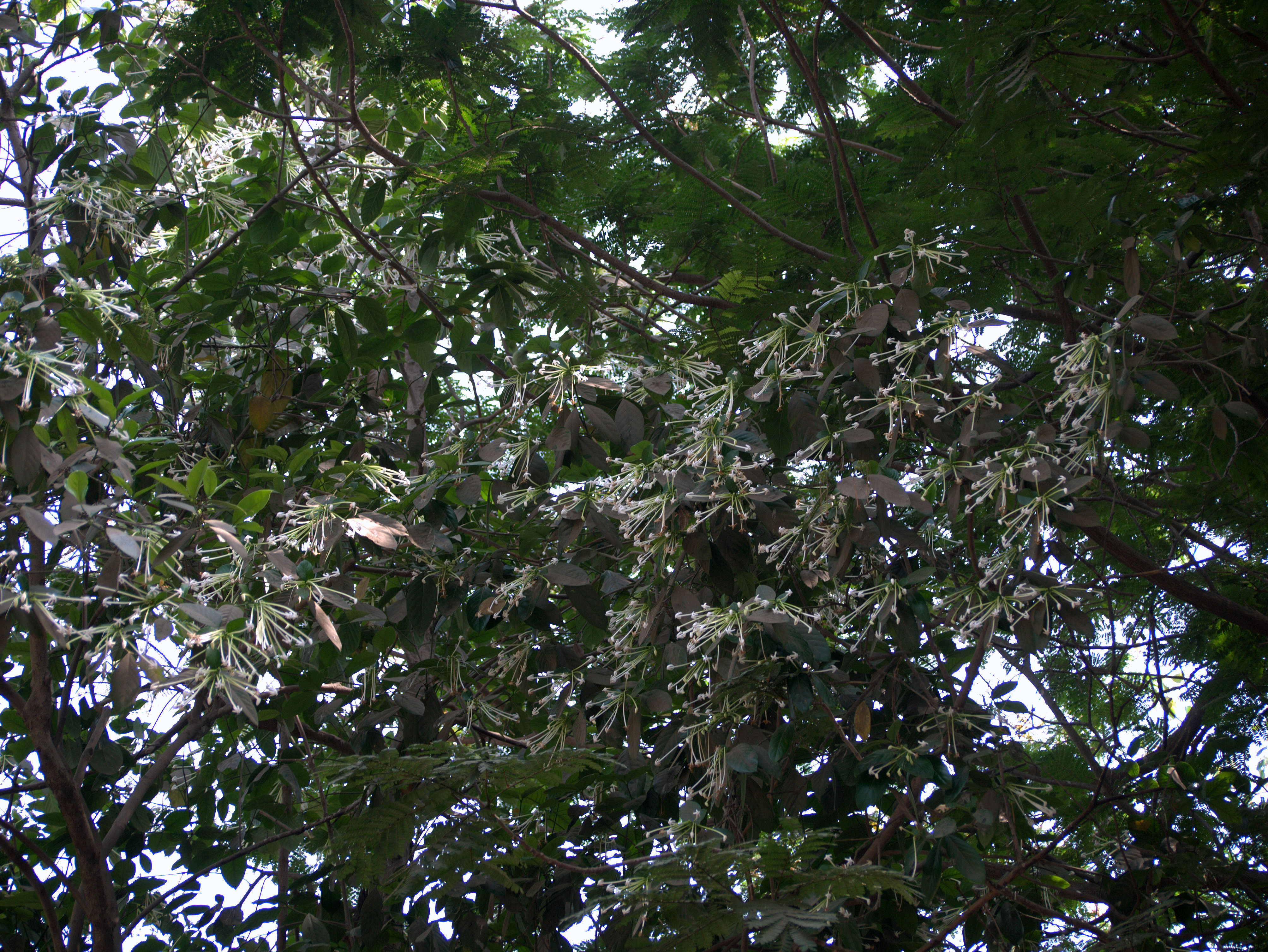
rameau fleuri de Posoqueria longiflora
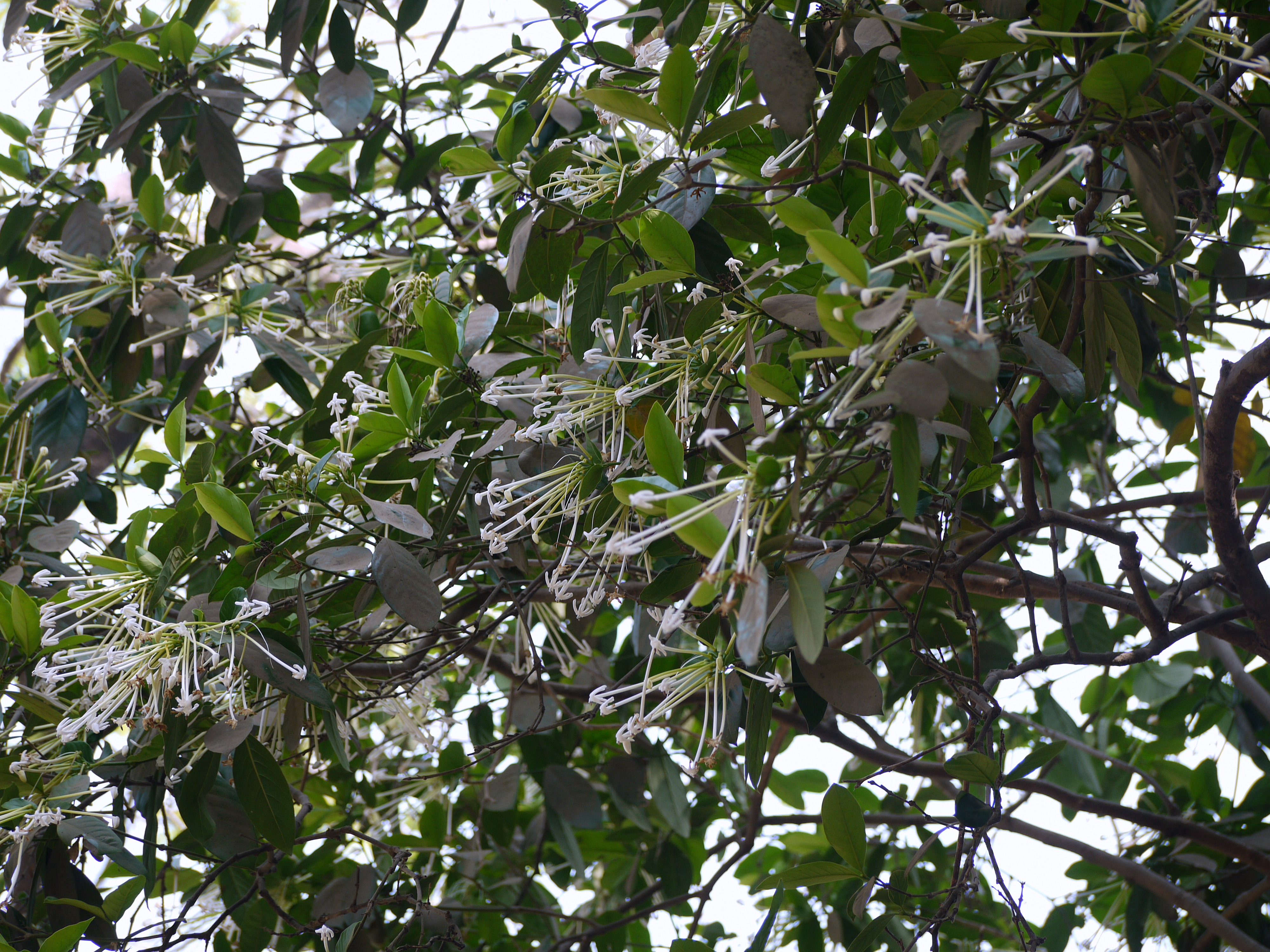
rameau fleuri de Posoqueria longiflora
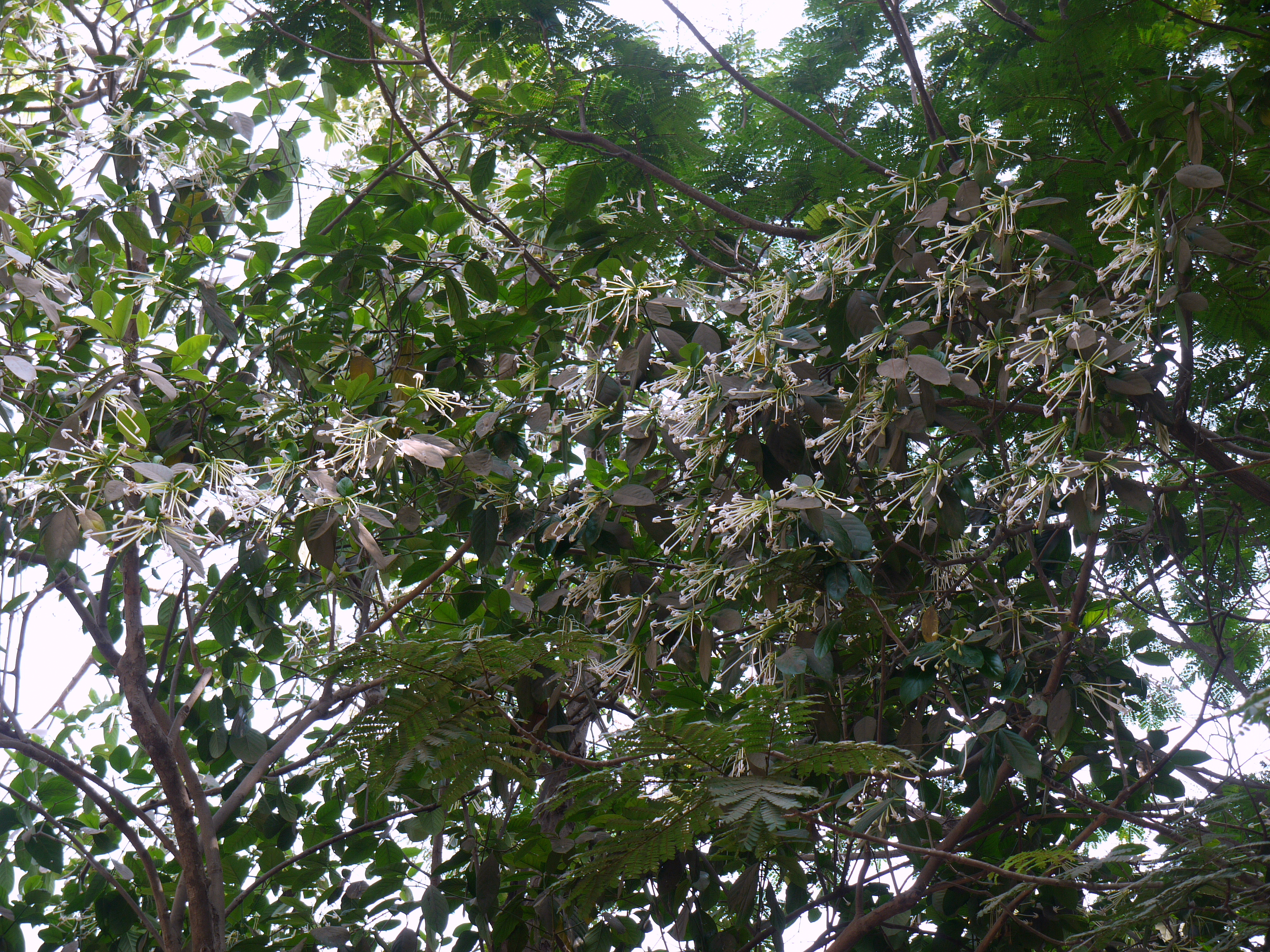
rameau fleuri de Posoqueria longiflora
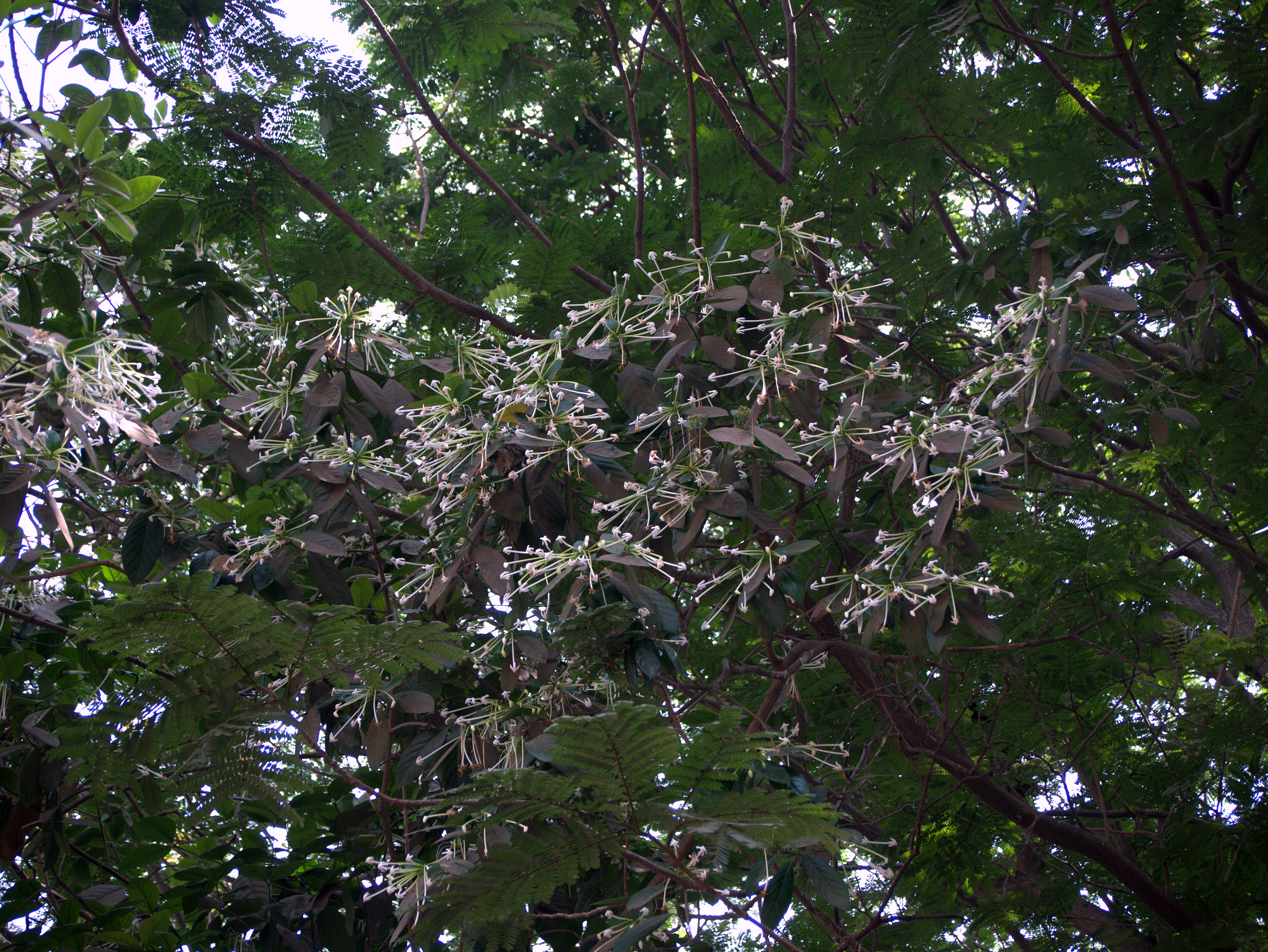
inflorescences de Posoqueria longiflora
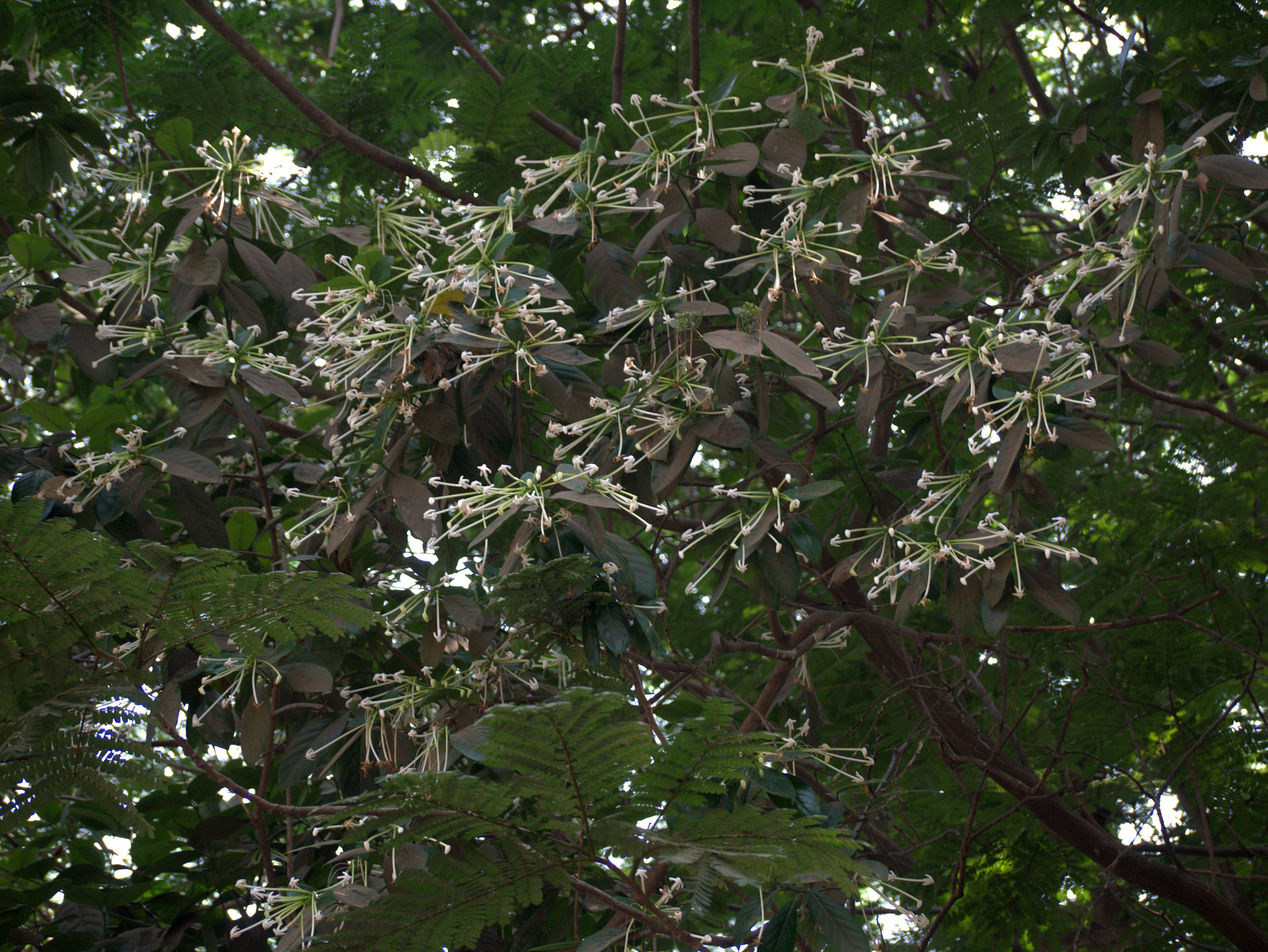
inflorescences de Posoqueria longiflora
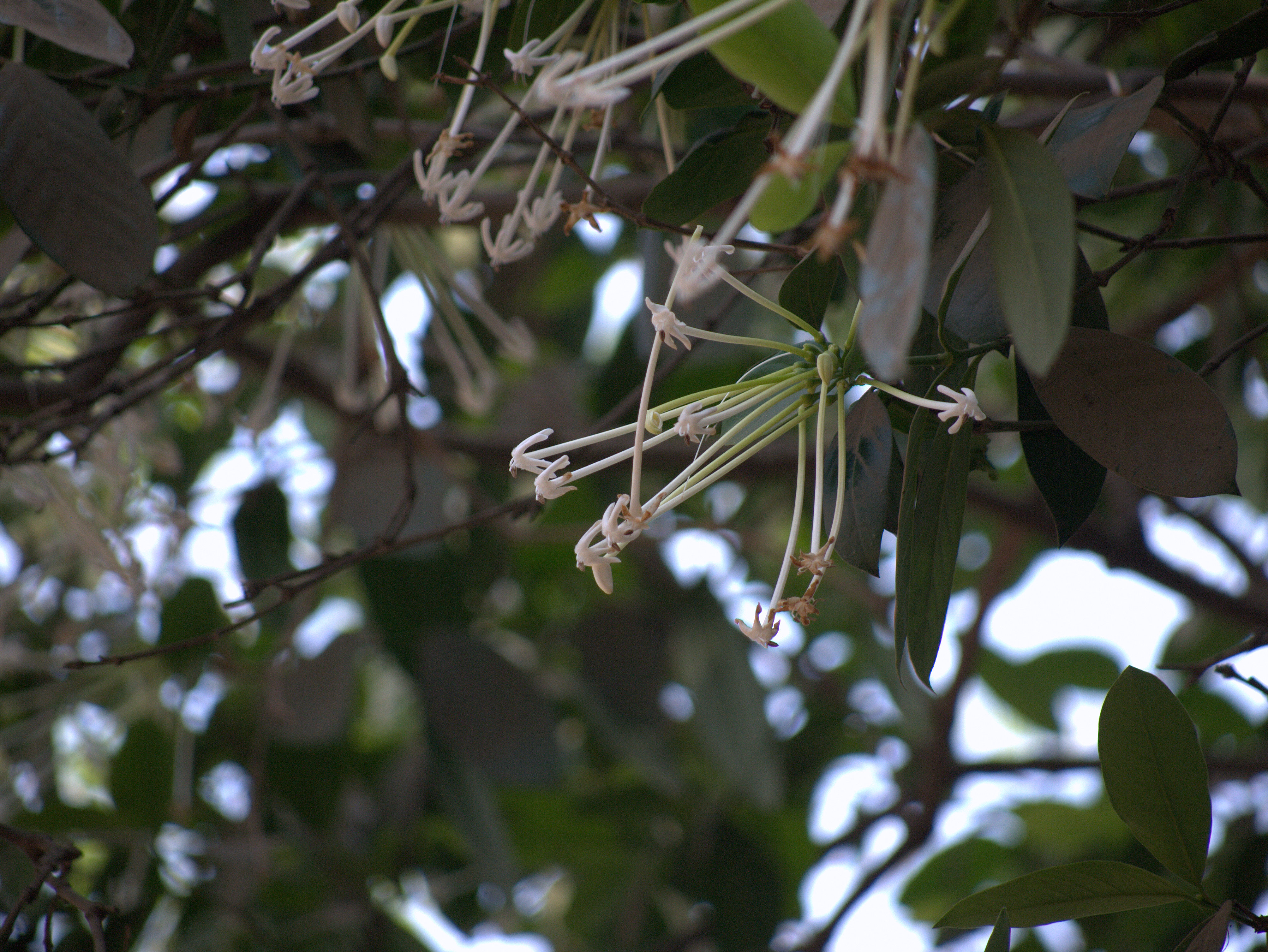
inflorescence de Posoqueria longiflora
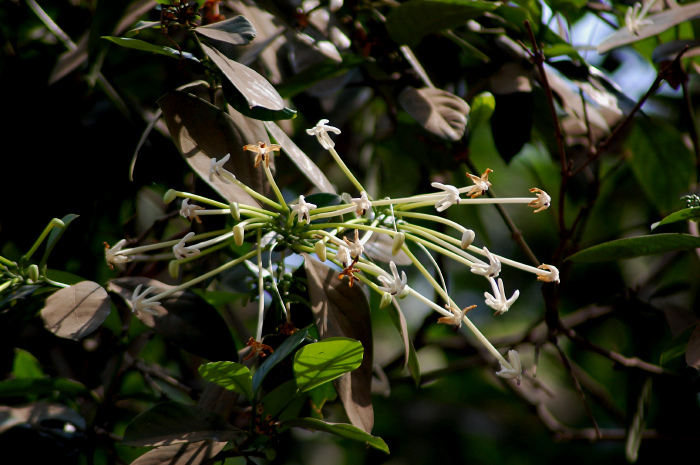
inflorescence de Posoqueria longiflora
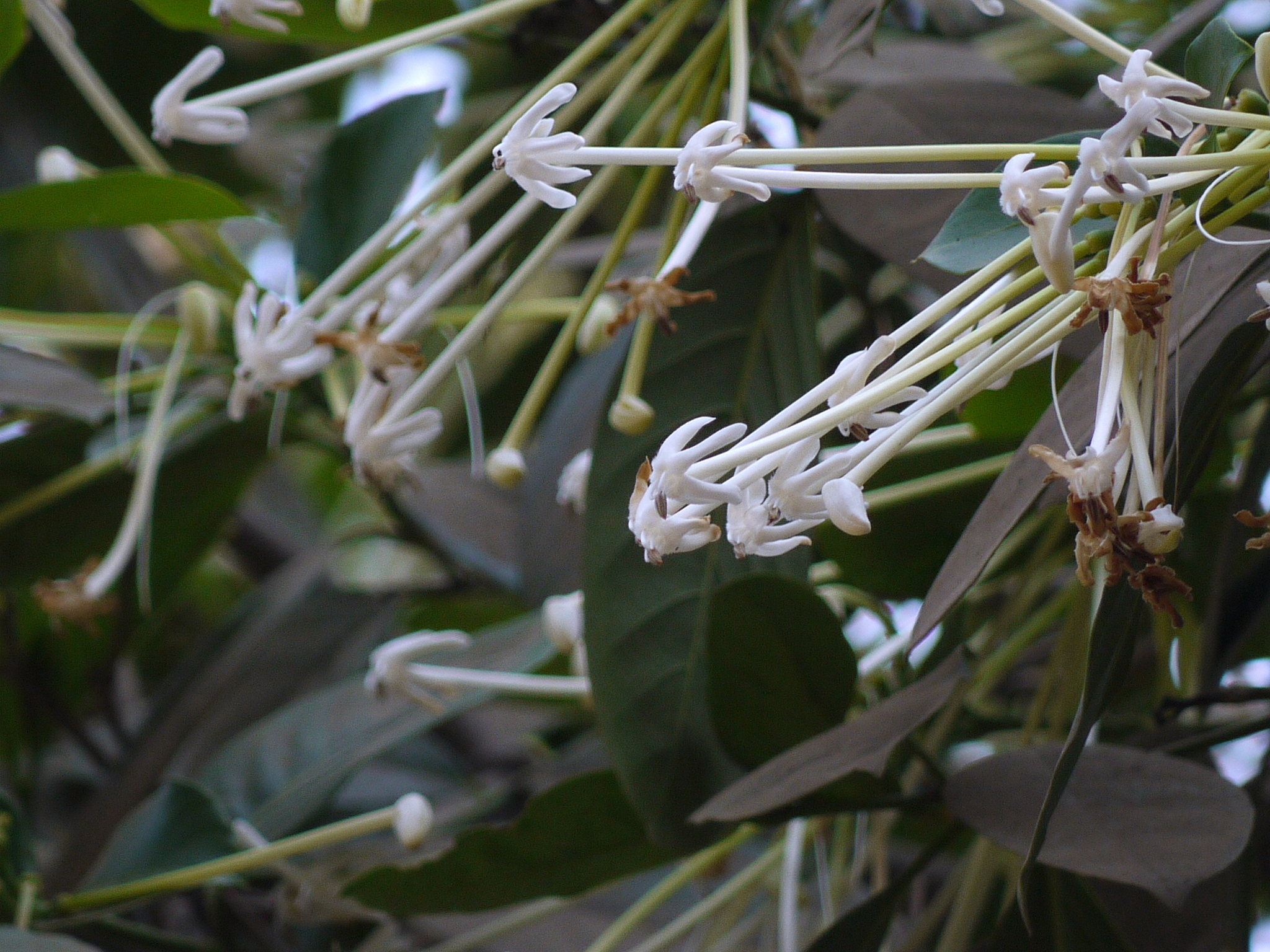
fleurs de Posoqueria longiflora
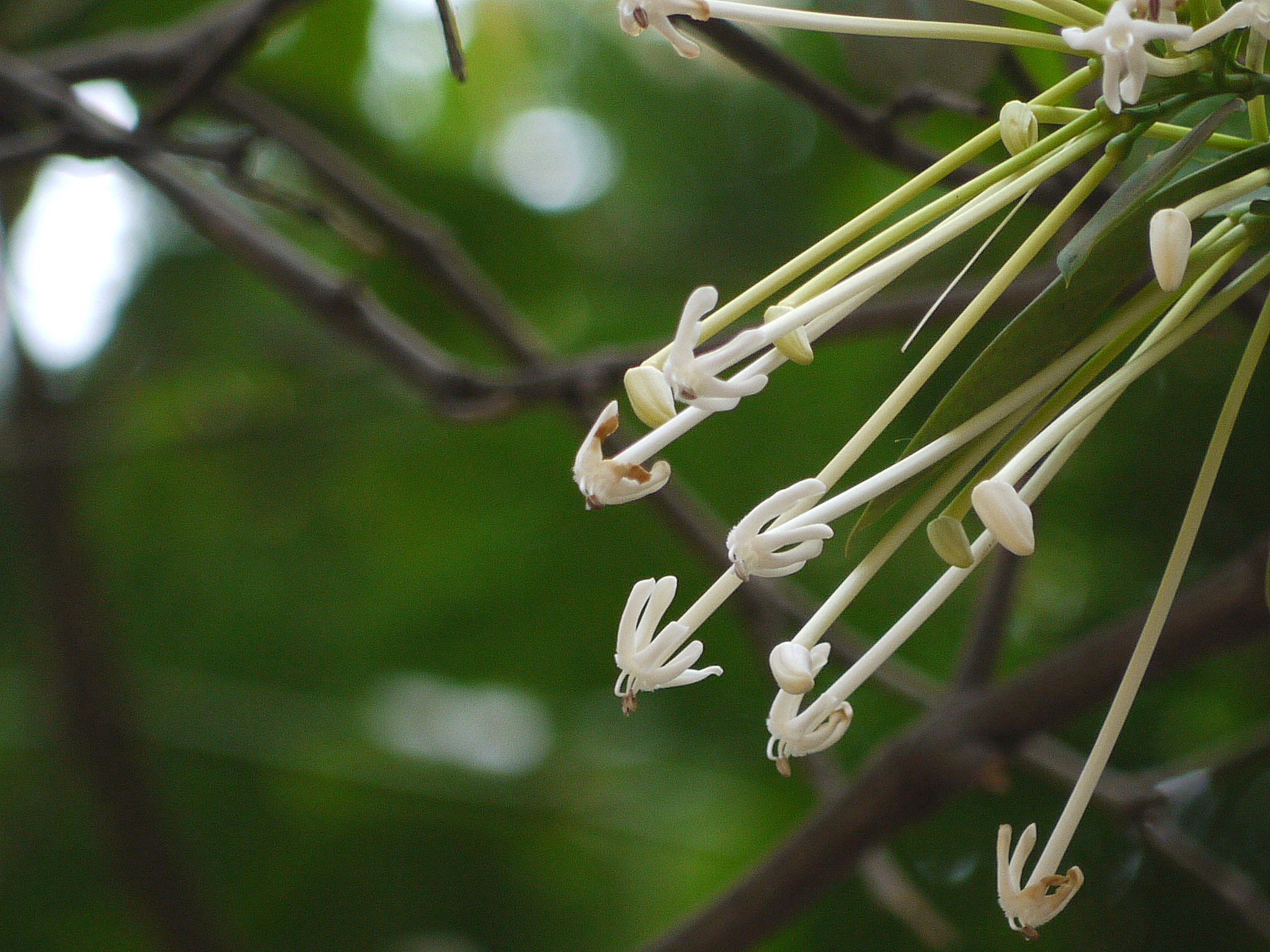
fleurs de Posoqueria longiflora
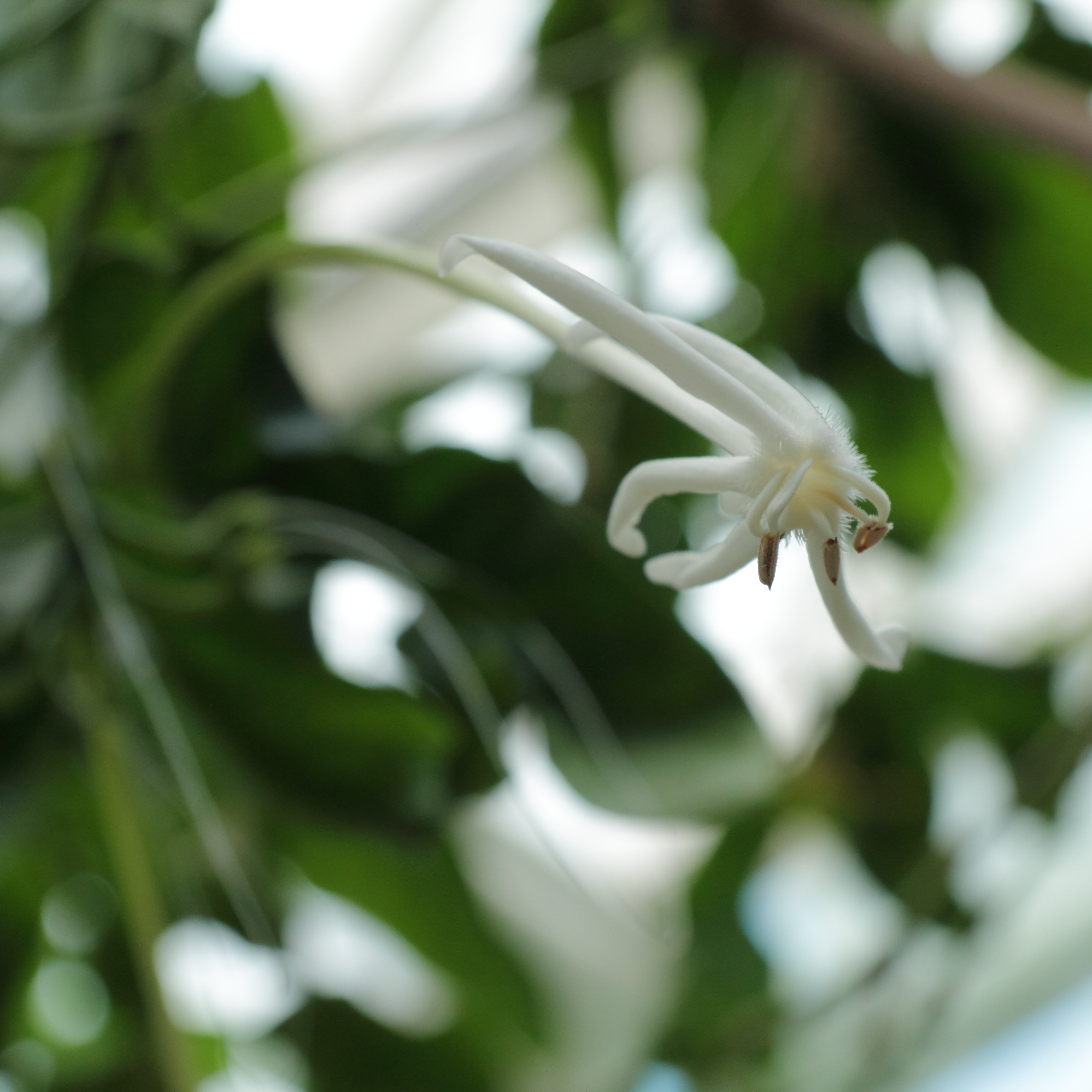
fleur de Posoqueria longiflora
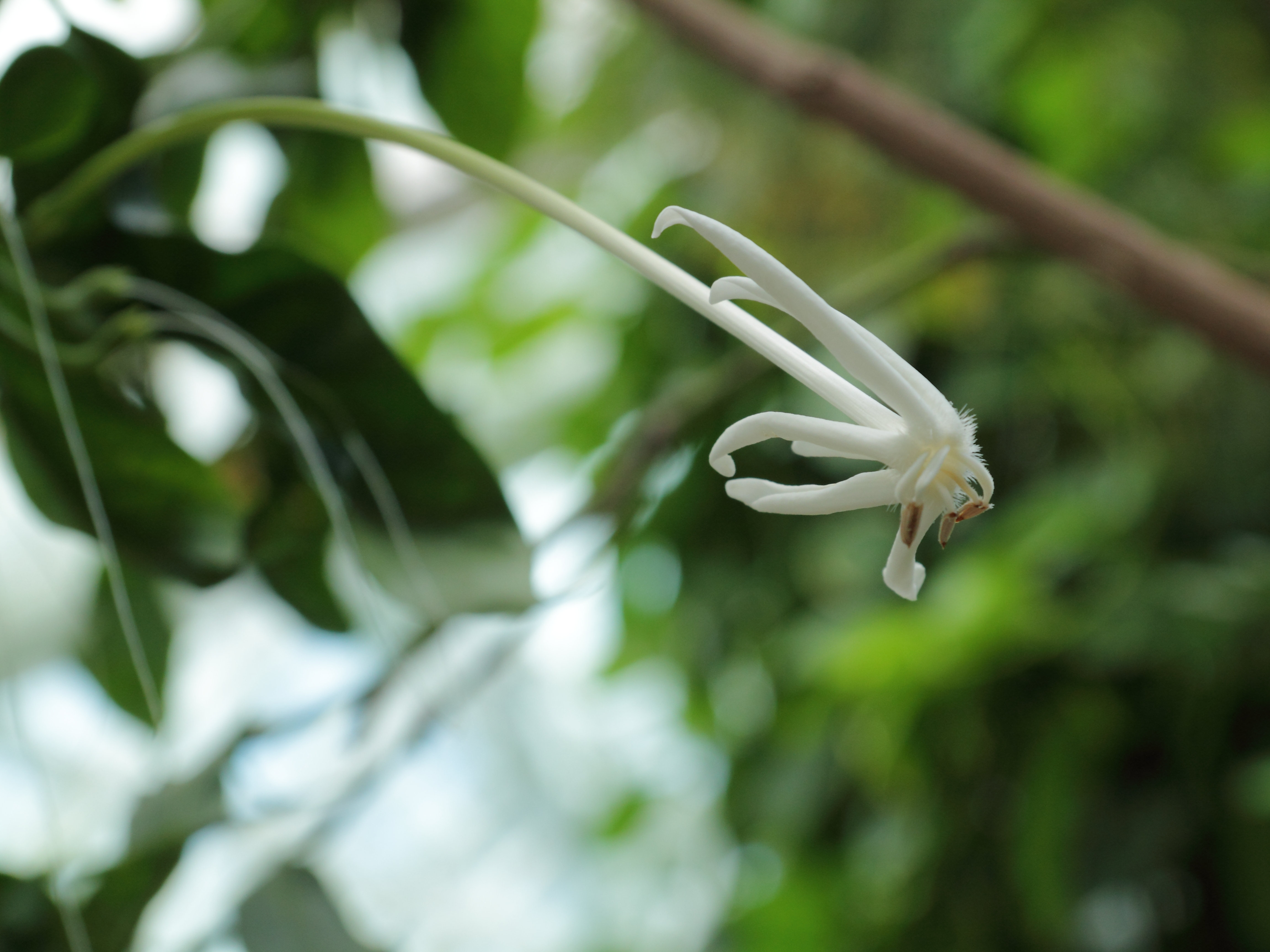
fleur de Posoqueria longiflora